# Wypowiedzenie wojny

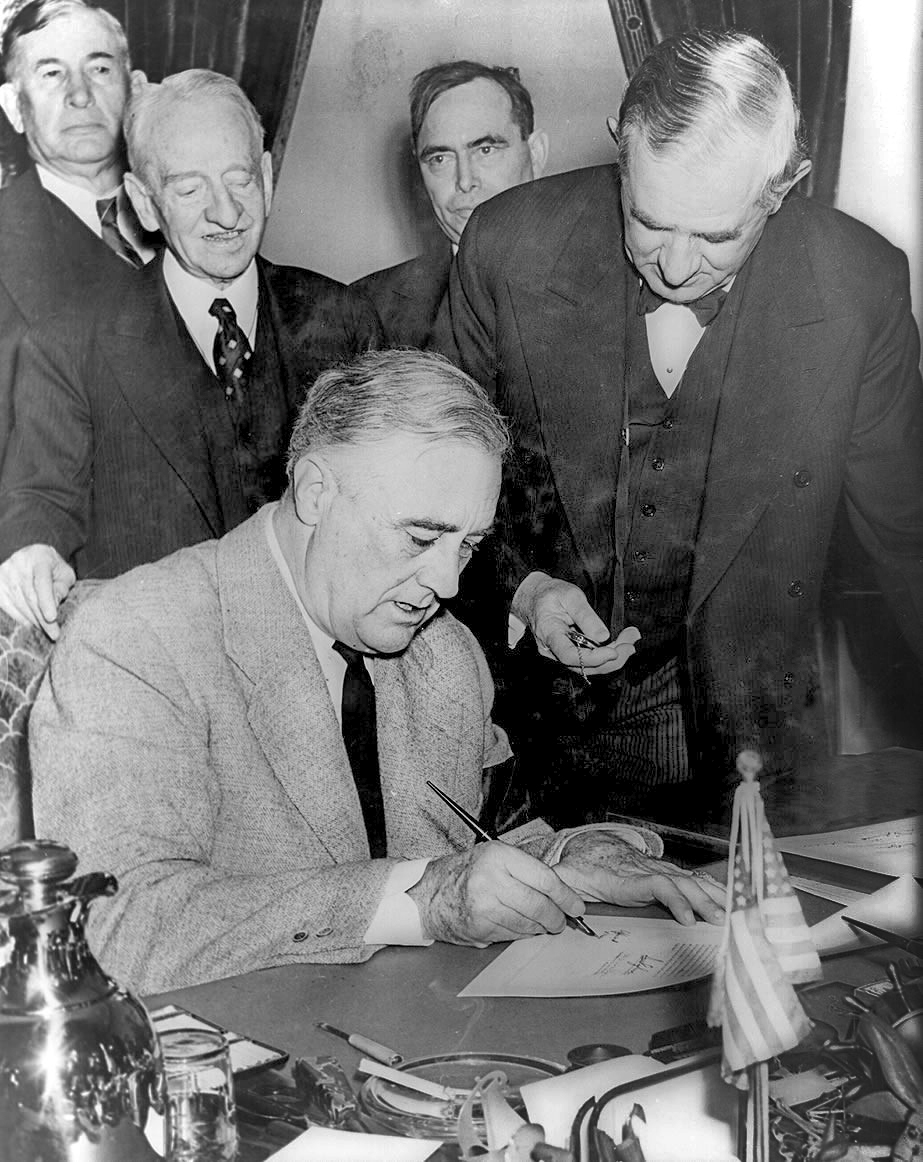
Amerykański prezydent Franklin Delano Roosevelt podpisuje akt wypowiedzenia wojny III Rzeszy, 11 grudnia 1941

Wypowiedzenie wojny (deklaracja wojny, ang. declaration of war, niem. Kriegserklärung, ros. объявление войны) – formalny akt, przez który jedno państwo wypowiada wojnę drugiemu. Może być to performatywny akt słowny lub podpisanie dokumentu przez upoważnionego przedstawiciela rządu. Deklaracja wojny jest równoznaczna z powstaniem stanu wojny między dwoma lub większą liczbą państw.

## Prawo międzynarodowe
III Konwencja haska z 1907 głosi, że strony jej uznają, iż kroki wojenne między nimi nie powinny się rozpoczynać bez uprzedniego i niedwuznacznego zawiadomienia, które będzie mieć formę bądź umotywowanego wypowiedzenia wojny, bądź formę ultimatum z warunkowym wypowiedzeniem wojny. Stan wojny powinien być mocarstwom neutralnym bez zwłoki zakomunikowany i wywrze swe skutki w stosunku do nich dopiero po otrzymaniu notyfikacji, która może być uskuteczniona nawet za pomocą telegrafu. Wszakże nie mogą neutralne państwa powoływać się na nieotrzymanie tego zawiadomienia, jeżeli było ustalone w sposób niewątpliwy, że o stanie wojny istotnie wiedziały.
Londyńska Konwencja o określeniu napaści (1933) zalicza wypowiedzenie wojny do agresji, o ile było uczynione przez państwo niezaatakowane.